# Поенари (Арђеш)
Поенари (рум. Poenari) насеље је у Румунији у округу Арђеш. Oпштина се налази на надморској висини од 611 m.

## Становништво
Према подацима из 2011. године у насељу је живело 1157 становника.